# Хутор Надя
Държавният музей-резерват Карпенко-Карий „Хутор Надя“ (на украински: Державний заповідник-музей Івана Карпенка-Карого (Тобілевича) „Хутір Надія“) е национален исторически обект в Украйна, създаден на територията на имение, принадлежало на Иван Карпенко-Карий, драматург и театрален деец от края на XIX – началото на XX век.
Комплексът се намира на 29 км западно от Кропивницки (бивш Кировоград), в село Миколаивка, недалеч от главния европейски път E50.

## История

### Ранни дни
Имението е основано през 1871 г. от бащата на драматурга – Карпо Тобилевич, и е кръстено на съпругата му – Надя Тарковска. По-късно Карпенко-Карий избира това имение за свое постоянно местожителство.
Първоначално семейство Тобилевич поддържа имението като скромна частна ферма. От това време са запазени „Бащината хижа“ и старият чумашки кладенец. След като се завръща от тригодишно политическо изгнание през пролетта на 1887 г., Иван Карпенко-Карий се установява във фермата.

### Под съветска власт
Хутор Надя е обявен за държавен музей-резерват през 1956 година. Настоятелството на обекта е поверено на Кировоградския регионален музей. Видни фигури на украинската култура възхваляват Хутор Надя в творбите си, включително Юрий Яновски, Петро Панч, Олес Гончар и Александър Корнейчук.
През 1982 г., по време на честванията на 100-годишния юбилей на Театъра на Корифеите, е възстановен местния театър, преди това разрушен по време на Втората световна война. В навечерието на 150-ата годишнина на Карпенко-Карий е открита нова театрална и литературно-мемориална изложба.

## Значимост за драматургията
Тобилевич написва 11 от своите 18 пиеси в Хутор Надя, включително „Сто хиляди“, „Хазяин“, както и историческите драми „Сава Чалий“, „Гандзя“ и други.
В различни моменти в имението са живели и Микола Садовски, Панас Саксахански и Мария Карповна Садовска-Барилоти. Сред известните посетители на Хутор Надя са художниците Мария Занковецка, Марк Кропивницки, Михаил Старицки и други видни театрални дейци, писатели и художници.

## Забележителности
Комплексът се състои от бащината къща на семейство Тобилевич, мемориална сграда, литературно-мемориален музей, парк, ландшафтна архитектура с площ от 11 хектара, малко езеро и бюст на Карпенко-Карий. На територията на комплекса се провежда ежегодният театрален фестивал „Септемврийски скъпоценни камъни“.
Музеят притежава около 2 хиляди експоната, значителна част от които са предоставени от семейство Тобилевич-Тарковски.

## Фестивал Септемврийски скъпоценни камъни
През 1970 г., във връзка с честването на 125-годишнината от рождението на Иван Карпенко-Карий и с участието на видни съвременни украински писатели и театрални дейци, е открит годишният театрален фестивал „Септемврийски скъпоценни камъни“.

## Туризъм
Всяка година повече от 4 000 туристи от Украйна и чужбина посещават Хутор Надя. Комплексът е номиниран за едно от седемте чудеса на Украйна, но не влиза в окончателния списък.